# Андронова Гора
Андро́нова Гора́ — деревня в Гдовском районе Псковской области России. Входит в состав Юшкинской волости.

## География
Деревня находится в северной части Псковской области, в зоне хвойно-широколиственных лесов, у реки Куна и региональной автодороги 58К-096, на расстоянии примерно 15 км к югу от райцентра Гдова и в 8 км к югу от волостного центра Юшкино. В 3 км восточнее находится деревня Трутнево, в 4 км западнее — Чудское озеро.

### Климат
Климат характеризуется как умеренно континентальный, с относительно коротким тёплым летом и продолжительной, как правило, снежной зимой. Средняя многолетняя температура самого холодного месяца (января) составляет −8 °С, температура самого тёплого (июля) — +17,4 °С. Среднегодовое количество осадков — 684 мм.

## Население
| 2001 | 2002 | 2010 |
| ---- | ---- | ---- |
| 7    | ↗8   | ↘5   |

Согласно результатам переписи 2002 года, в национальной структуре населения русские составляли 87 % из 8 человек.

## Инфраструктура
Личное подсобное хозяйство с зоной сельскохозяйственного использования, индивидуальная застройка усадебного типа.

## Транспорт
Деревня доступна автотранспортом.